# Cryphaea omeiensis
Cryphaea omeiensis là một loài rêu trong họ Cryphaeaceae. Loài này được P. Rao mô tả khoa học đầu tiên năm 2000.